# Greyfriars, Leicester
Greyfriars, Leicester, a fost o mănăstire de călugări a Fraților Minori, cunoscuți sub numele de franciscani, înființată în vestul Leicesterului prin 1250, și desființată în 1538. În urma desființării mănăstirilor, a fost demolată, iar terenul a fost subdivizat și dezvoltat de-a lungul secolelor următoare. Zona și-a păstrat denumirea de Greyfriars, și au apărut și străzile „Grey Friars”, pe lângă mai vechea „Friar Lane”.
Mănăstirea este cel mai bine cunoscută ca fiind locul de veci al regelui Richard al III-lea, care a fost îngropat în grabă în biserica mănăstirii după moartea sa în bătălia de la Bosworth. Săpături arheologice deschise în 2012/13 au dus la identificarea locului bisericii Greyfriars și a locului mormântului lui Richard. Mormântul a fost inclus în muzeul „Dynasty, Death and Discovery”, deschis în 2014. În decembrie 2017, situl a fost inclus pe lista locurilor istorice din Anglia întreținut de Historic England.